# David X. Cohen
David X. Cohen (né David Samuel Cohen le 13 juillet 1966) est scénariste pour Les Simpson, scénariste et producteur délégué de Futurama, et diplômé de l'université de Berkeley en informatique théorique. Né sous le nom David Samuel Cohen et connu avant Futurama sous le nom David S. Cohen, il a changé son nom après avoir rejoint la Writer's Guild of America (association de scénaristes) car il y avait déjà quelqu'un appelé David S. Cohen. L'association n'autorisant pas à deux membres d'avoir le même nom, il a choisi un X au milieu pour avoir un côté science-fiction. Il travaille avec Matt Groening dans de nombreux projets. Il a écrit et coécrit de nombreux épisodes de Futurama et des Simpson.
Après l'annulation de Futurama, il a lancé un projet de dessin animé appelé Grandmaster Freak and the Furious Fifteen qui aurait dû voir le jour début 2006 avec la collaboration d'Ice Cube mais qui n'est jamais arrivé au stade d'un pilote.

## Filmographie

### Scénariste

#### Pourles Simpson
| Année | Titre                                                | Titre original                                      | Saison | Épisode | Réalisateur       |
| ----- | ---------------------------------------------------- | --------------------------------------------------- | ------ | ------- | ----------------- |
| 1994  | Simpson Horror Show V - Cauchemar à la cafétaria     | Treehouse of Horror V - Nightmare Cafetaria         | 6      | 6       | Jim Reardon       |
| 1995  | Lisa la végétarienne                                 | Lisa the Vegetarian                                 | 7      | 5       | Mark Kirkland     |
| 1995  | Simpson Horror Show VI - Homer³                      | Treehouse of Horror VI - Homer³                     | 7      | 6       | Bon Anderson      |
| 1996  | 22 courts-métrages sur Springfield                   | 22 Short Films About Springfield                    | 7      | 21      | Jim Reardon       |
| 1996  | J'y suis, j'y reste                                  | Much Apu About Nothing                              | 7      | 23      | Susie Dietter     |
| 1996  | Simpson Horror Show VII - Citizen Kang               | Treehouse of Horror VII - Citizen Kang              | 8      | 1       | Mike B. Anderson  |
| 1997  | Itchy, Scratchy et Poochie                           | The Itchy & Scratchy & Poochie Show                 | 8      | 14      | Steven Dean Moore |
| 1997  | Les Vrais-Faux Simpson - Chef Wiggum Détective Privé | The Simpsons Spin-Off Showcase - Chief Wiggum, P.I. | 8      | 24      | Neil Affleck      |
| 1997  | Simpson Horror Show VIII - Mouche contre mouche      | Treehouse of Horror VIII - Fly vs. Fly              | 9      | 5       | Mark Kirkland     |
| 1997  | Les Ailes du délire                                  | Lisa the Skeptic                                    | 9      | 8       | Neil Affleck      |
| 1998  | Les Petits Sauvages                                  | Das Bus                                             | 9      | 12      | Pete Michels      |
| 1998  | Lézards populaires                                   | Bart the Mother                                     | 10     | 3       | Steven Dean Moore |
| 1998  | Simpson Horror Show IX - Starship Crotteurs          | Treehouse of Horror IX - Starship Poopers           | 10     | 4       | Steven Dean Moore |
| 2020  | Podcast News                                         | Podcast News                                        | 32     | 6       | Matthew Faughnan  |

### Autres
- Futurama : Spaciopilote 3000, Contes de Noël, Histoires formidables I, Histoires formidables II, The Why Of Fry et est cocrédité pour l'histoire de Le Jour où la Terre devint stupide.
- Beavis et Butt-Head (Beavis and Butt-head) : Couch Fishing et Plate Frisbee.
- Désenchantée : Pour qui grogne le cochon et La Descente aux enfers.

## Futurama
Cohen est le codéveloppeur avec Matt Groening de la série défunte Futurama qui sera ressuscitée en 2010 sur Comedy Central. Cohen a servi de scénariste principal, de producteur délégué, et dirige l'enregistrement des voix. Il est aussi le directeur des acteurs sur le jeu vidéo Futurama.
Pour l'épisode Le Moins Pire des deux, il créa l'une des robots dans le club de strip-tease et la décrit dans les commentaires du DVD comme sa « seule contribution artistique à la série » : il s'agit d'une robot stripteaseuse qui tournoie de manière excitante en dévoilant son système d'engrenage.

## Anecdotes

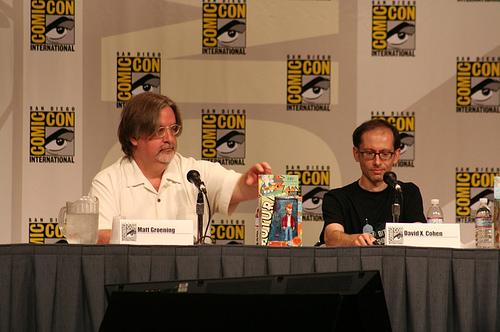
David X. Cohen et Matt Groening

- Cohen a reçu un diplôme de l'université de l'université Harvard avec un baccalauréat de physique et une maîtrise en informatique à l'université de Californie, Berkeley.

- Cohen était camarade de classe dans le département de physique d'Harvard avec le réalisateur d'Entre chiens et chats et de Fourmiz, Lawrence Guterman. Ils étudièrent tous les deux sous la direction du physicien Sidney Coleman, du lauréat du prix Nobel de physique 1989 Norman Foster Ramsey, ainsi que de celui de la médaille Fields 1974, David Mumford.

- Son film préféré est Docteur Folamour.

- Il est fan de Star Trek: Deep Space Nine.

- Ses parents étaient biologistes.

- Il a écrit pour le Harvard Lampoon, périodique humoristique et sarcastique fondé par des étudiants de l'université Harvard.

- Il est crédité de l'invention du mot cromulent, néologisme signifiant « valide » ou « acceptable » apparu pour la première fois dans l'épisode des Simpsons Le Vrai Faux Héros (Lisa the Iconoclast). Cette expression fut par la suite largement réutilisée dans la série.
- Il est auteur du (faux) contre-exemple du théorème de Fermat 178212 + 184112 = 192212 apparaissant dans l'épisode Simpson Horror Show VI en hommage à la démonstration d'Andrew Wiles. Des spectateurs attentifs ayant remarqué que l'égalité ne peut être vraie car la somme d'un nombre pair et d'un nombre impair ne peut donner un nombre pair, Cohen fit apparaître dans un épisode ultérieur 398712 + 436512 = 447212, ce qui suppose une certaine recherche, car, en réalité, 398712 + 436512 = 4472,0000000070612.